# Fiona Reynolds
Fiona Claire Reynolds (née le 29 mars 1958) est une ancienne fonctionnaire britannique et présidente du National Audit Office. Elle est auparavant directrice de l'Emmanuel College de Cambridge et directrice générale du National Trust. De janvier 2022 à septembre 2024, elle est présidente du conseil d'administration du Royal Agricultural College de Cirencester.

## Jeunesse et éducation
Fiona Claire Reynolds est née le 29 mars 1958 à Alston, Cumbria, Angleterre.
De 1969 à 1976, elle fait ses études à la Rugby High School for Girls, un lycée pour filles situé à Rugby, dans le Warwickshire,.
Elle étudie la géographie et l'économie foncière au Newnham College de Cambridge. Elle est diplômée de l'Université de Cambridge avec un baccalauréat ès arts (BA) de première classe en 1979 ; comme le veut la tradition, son BA est ensuite  promu au rang de maîtrise ès arts (MA Cantab). De 1980 à 1981, elle fait des études de troisième cycle à l'Université de Cambridge. Elle est titulaire d'une maîtrise en économie foncière (MPhil),.

## Carrière
Elle commence sa carrière au Conseil des parcs nationaux (plus tard Campagne pour les parcs nationaux). Après avoir rejoint la Campaign for Rural England, elle occupe divers postes avant d'en être nommée PDG.
Elle rejoint le Cabinet Office en tant que directrice de l'Unité des femmes en 1998.
Elle devient directrice générale du National Trust en 2001 . Au cours de son mandat, les membres de l'organisme de bienfaisance, qui s'occupe de 612 000 acres (2 476,67612904 km2) de terres au Royaume-Uni, passe de 2,7 à 4 millions de personnes. En février 2010, elle est l'invitée de Private Passions, l'émission de discussion musicale biographique sur BBC Radio 3. Son apparition au Chris Evans Breakfast Show le 18 février 2010 donne un nouvel élan à la campagne visant à « sauver » les Studios Abbey Road.
En mars 2012, elle quitte son poste de directeur général du National Trust pour devenir directrice de l'Emmanuel College de Cambridge, succédant à Lord Wilson de Dinton,,. Elle prend son nouveau poste en octobre 2012.
En juillet 2020, le gouvernement annonce que Reynolds est nommée présidente du National Audit Office (Royaume-Uni), poste qu'elle occupe en janvier 2021. Elle est remplacée à la tête de l'Emmanuel College par Douglas Chalmers en octobre 2021.
En janvier 2022, Reynolds devient présidente du conseil d'administration de la Royal Agricultural University de Cirencester, après avoir occupé le poste de vice-présidente depuis mars 2021. Elle reste en poste jusqu'en septembre 2024.

## Autres activités
Elle devient administratrice non exécutive de la BBC en janvier 2012 et administratrice indépendante principale en décembre 2012. Elle rejoint le conseil d'administration de Wessex Water en tant qu'administratrice non exécutive en août 2012.
Reynolds est présidente du jury du prix Wainright pour l'écriture sur la nature en 2016 et succède la même année à Julia Bradbury en tant que présidente des Amis du Peak District.
En 2017, elle publie son livre, The Fight for Beauty: Our Path to a Better Future.

## Honneurs
En 1998, Reynolds est nommée Commandeur de l'Empire britannique (CBE). Elle est nommée Dame Commandeur de l'Ordre de l'Empire britannique (DBE) lors des honneurs du Nouvel An 2008 pour « services rendus au patrimoine et à la conservation ».
En 2019, elle reçoit la médaille d'or de la Royal Geographical Society « pour sa contribution à la protection de l'environnement, à la conservation et à la préservation du paysage britannique ».
En juillet 2022, Reynolds reçoit un doctorat honorifique en sciences de Royal Holloway, Université de Londres, « pour ses réalisations dans les secteurs bénévole et public, son leadership dans l'enseignement supérieur et son plaidoyer passionné pour le paysage, la conservation et la géographie historique ».